# 抗Dヒト免疫グロブリン
抗Dヒト免疫グロブリン (RhIG）はRh血液型不適合の予防に用いられる薬剤であり、Rhマイナスの母親とRhプラスの特発性血小板減少性紫斑病（ITP）の患者に投与される。ほとんどの場合妊娠中とその次の妊娠の両方の期間に投与される。Rhマイナスの患者がRhプラスの血液を輸血した場合にも投与されることがある。投与方法は筋肉注射または点滴静脈注射である。日本で認められている投与法は、筋肉注射のみである。1回の投与で2～4週間の効果がある。
主な副作用は発熱、頭痛、穿刺の痛み、溶血である。その他の副作用はアレルギー反応、腎臓不全、非常に少ないがウイルス感染症に掛かり易くなるリスクがある。ITPの患者は赤血球が破壊される量がかなり多い場合がある。授乳している母親への投与は安全である。抗Dヒト免疫グロブリンは一部の赤血球に存在するD抗原に対する抗体から作られている。作用機序は抗原からの免疫システムをブロックすることで効果があると考えられる。
抗Dヒト免疫グロブリンが医療用に使われ始めたのは1960年代である。世界保健機関の必須医薬品リストに掲載されており、最も効果的で安全な医療制度に必要とされる医薬品である。英国の国民保健サービスにかかる費用は1,500ユニット(300-mcg)バイアル約58ポンドである。米国での一貫の治療にかかる費用は$200米ドル以上である。ヒト血漿から作成される。

## 効能・効果
Rh因子（の内のD因子；以下RhD）陰性のヒトがRhD因子に感作することを防止する。日本で承認されている効能・効果は、下記の通りである。
RhD陰性で以前にRhD因子で感作を受けていない女性に対し、以下の場合に投与することにより、RhD因子による感作を抑制する。
- 分娩後、流産後、人工妊娠中絶後、異所性妊娠後、妊娠中の検査・処置後（羊水穿刺、胎位外回転術など）または腹部打撲後などのRhD感作の可能性がある場合
- 妊娠28週前後

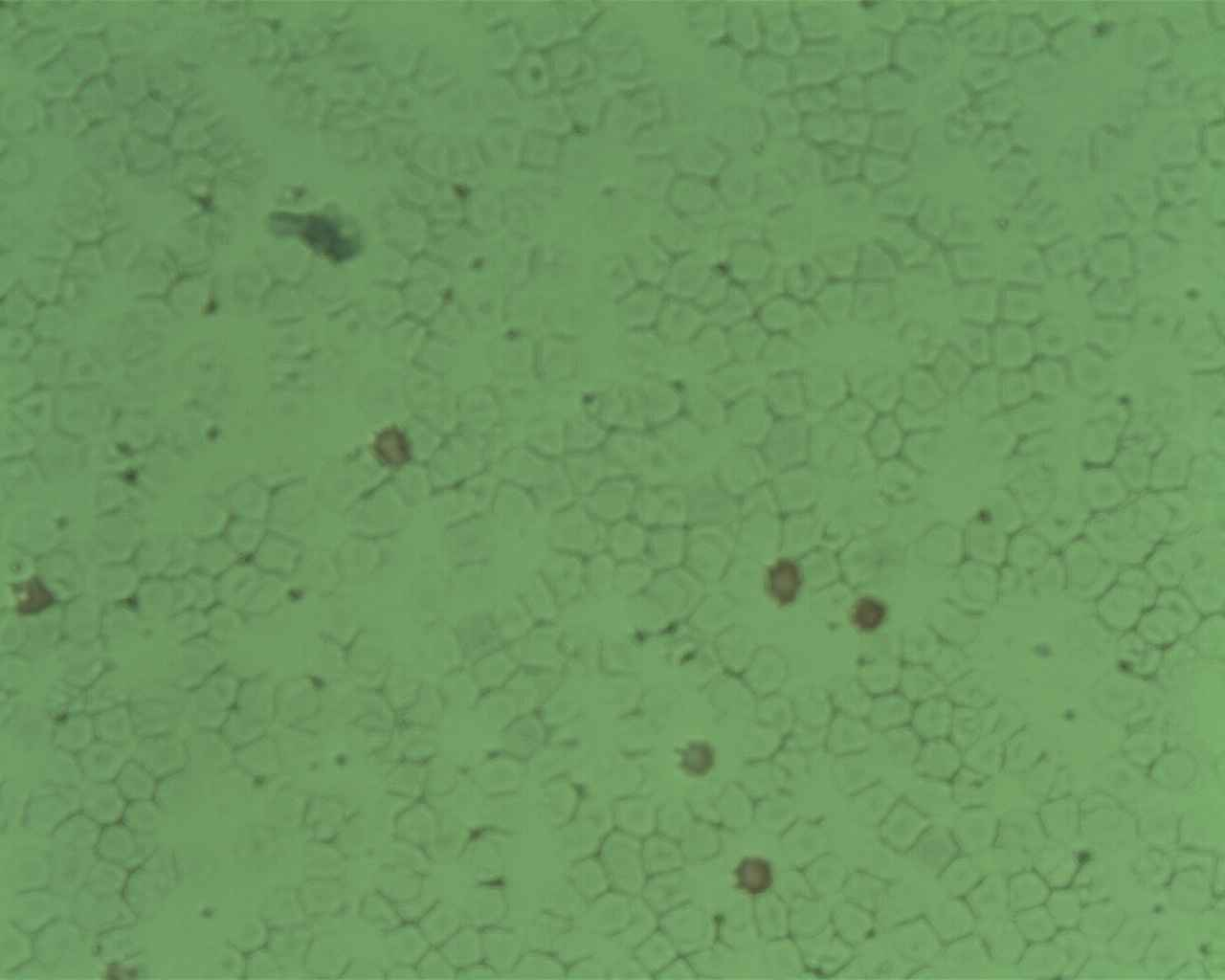
Kleihauer-Betke検査陽性の画像。ピンクの斑点は、母体の循環に入った胎児のヘモグロビンを含む赤血球である。

母親がRhDマイナス、父親がRhDプラスの妊娠の場合、胎児がRhDプラスの血液を持つ確率は、父親がRhDのホモ接合型（即ち両方の対立遺伝子にRhDが存在する）であるか、ヘテロ接合型（即ちRhDの対立遺伝子が1つだけ存在する）であるかに依存する。父親がホモ接合の場合、父親がRhDの陽性対立遺伝子を必ず受け継ぐので、胎児はRhD陽性となる。父親がヘテロ接合の場合、胎児がRhD陽性になる可能性は50％であり、これは父親のRhD対立遺伝子（陽性または陰性）のどちらを児が受け継ぐかはランダムであるためである。
胎児がRhD陽性で母親がRhD陰性の場合、母親が胎児の赤血球に対して免疫反応を起こす（抗体を作る）RhD同種免疫のリスクがある。最初の妊娠であれば影響はほとんどないが、2回目の妊娠の場合、胎児の赤血球上のRhD抗原に対する母体の抗体が有ると、胎児にとって致命的な疾患である胎児性赤芽球症になることが多い。RhD陰性の母親の場合、Rh免疫グロブリン（RhIG）は母親の免疫系が RhD抗原に一時的に感作されるのを防ぐことができ、今回の妊娠またはその後の妊娠でのRh血液型不適合が予防される。RhIGの普及により、先進国では胎児や新生児のRh血液型不適合はほとんどなくなっている。RhD陰性の母体がRhD陽性の胎児に同種免疫されるリスクは、RhIGを適切に投与することで、約16％から0.1％未満に低減することができる。RhIGプロトコルのない国では、患児の14％が死産し、生児の50％が新生児死亡または脳障害を起こす。
「28週」という推奨値は、妊娠中に抗RhD抗体を生成した女性の92％が妊娠28週以降に発症しているという事実に由来する。
自然流産後のRhD免疫グロブリンの使用が必要であるという充分な証拠はなく、コクラン・レビューでは地域の慣習に従うことを推奨している。
RhD免疫グロブリンは、IgG抗体で構成されているため、胎盤を通過する。まれに、RhIGを複数回投与された母親の胎児が感作され、胎児の直接抗グロブリン検査が弱陽性になることがある。 しかし、臨床経過は良好であるため、治療の必要はない。

### 出産後
RhD抗原に対する同種免疫を持たないD陰性の母親は、RhD陽性の乳児を出産した後にも適切な量のRhIGを受けるべきである。出産後、RhD陰性の母親から生まれた新生児の臍帯血を採取し、RhD抗原の検査を行う必要がある。新生児がRhD陰性であれば、それ以上のRhIGは必要ない。しかし、新生児がRhD抗原陽性であれば、母親の産後の血液サンプルで胎児由来血の有無を調べ、投与すべきRhIGの適切な量を決定する必要がある。産前のRhIG投与による残留抗RhDの存在は、同種免疫からの継続的な保護を示すものではなく、RhIGの再投与が必要である。
産後のRhIGは、出産後72時間以内に投与する。予防が遅れると、同種免疫を防ぐことができる可能性が低くなるが、それでもRhIGの投与が推奨される。なぜなら、部分的な保護がまだ発生しているからである。新生児または死産児のRhD型が不明または決定できない場合は、RhIGを投与すべきである。

## 禁忌
下記には禁忌である。
- RhD陽性の新生児および妊産婦
- 製剤成分に対しショックの既往歴のある患者

米国ではさらに下記が追加される。
- 胎児がRhD陰性であることがわかっているRhD陰性の女性
- 過去にRhDに対する同種免疫を受けたことがある（すでに抗RhD同種抗体が形成されている）
- 検査でWeak_D変異の1つが陽性と判定された女性はRhD陽性と見做し、RhIGを投与してはならない。
- 検査でPartial_D変異の1つが陽性と判定された女性はRhD陰性として扱い、臨床的に指示された場合にRhIG投与を受けるべきである。

## 製造法ならびに安全性
Rho(D)免疫グロブリンは、ヒト血漿から製造される。最も一般的な抗RhD剤の製造方法は、1950年代に開発されたCohn冷エタノール分画法である。1950年代に開発されたCohn法のバリエーションでは、免疫グロブリンの凝集体が完全に除去されない場合があり、これが静脈内投与時に患者に問題を引き起こす可能性があり、ほとんどの抗RhD剤が筋肉内のみで使用される主な理由となっている。Cohn社以外の製造方法としては、ChromaPlusプロセスがある。Rho(D)免疫グロブリンは、アレルギー反応を引き起こす可能性がある。血漿提供者のスクリーニング工程および製造工程において、細菌およびウイルスの混入を排除するための措置が講じられているが、なおウイルスの混入によるリスクが僅かに残る。また、理論的には、クロイツフェルト・ヤコブ病の原因となるプリオンや、その他の未知の感染因子が伝播する可能性もある。

## 歴史
ヒト赤血球にRhD抗原が存在することは、1940年に発見された。1941年に、新生児の溶血性疾患と母体の抗RhD抗体との関連が指摘され、その後1953年に、経胎盤出血によりRhD(+)胎児の赤血球がRhD(-)母体を感作して溶血性疾患を惹起する旨が報告された。1960年になると、RhD(-)母体に抗RhD抗体を投与して、母体に混入した胎児のRhD(+)赤血球を破壊することで、分娩後の抗RhD抗体の生成を防止するという考え方が示された。
最初のRho(D)免疫グロブリン治療薬は、1968年5月29日に米国で使用された。
1996年に欧州で販売承認された。2003年の臨床試験で有効性が確認され、2004年には米国でも承認された。
日本では1972年1月に輸入承認され、1977年1月に国内製造が承認された。